# Casa Rodolf Juncadella
La Casa Rodolf Juncadella és un edifici residencial situat a la Rambla de Catalunya, 33 de l'Eixample de Barcelona, catalogat com a bé cultural d'interès local.

## Història
El 1888, el fabricant tèxtil Rodolf Juncadella i Oliva (fill de Jeroni Juncadella i Casanovas) va presentar-ne el projecte, obra de l'arquitecte Enric Sagnier, i fou construïda entre aquesta data i 1890. L'edifici es va convertir en una de les primeres cases de Barcelona que es va difondre en revistes estrangeres com la prestigiosa Academy Architecture and Architectural Review de Londres, honor que va compartir amb la casa Antoni Roger, també construïda en aquest període.
El 1918, el mateix Sagnier remodelà, a petició de Pelegrí Vidal, l'àtic de la casa, convertint-lo en un pis habitable, tot respectant els relleus de terracota de Pere Carbonell, però afegint les hídries del coronament. Al llarg del segle xx, l'edifici tingué diversos usos com hotel o escola d'idiomes, per la qual cosa els interiors han estat força modificats.

## Descripció
Comprèn planta baixa (originalment formada per un semisoterrani i un entresol), principal (destinat als promotors), dos pisos, àtic i terrat. L'accés principal dona pas a un ampli vestíbul d'accés al celobert central del qual sorgeix l'escala noble vers el pis principal i les escales de veïns vers els pisos superiors.
La façana, d'estil eclèctic, estructura les seves obertures en eixos verticals i horitzontals de ritme regular. La planta baixa s'obre al carrer per mitjà d'un gran portal allindanat de pedra de Montjuïc flanquejat per dues finestres, tot emmarcat per quatre pilastres estriades. Anteriorment, la resta dels baixos s'obria per dos nivells de finestres (un al semisoterrani i l'altre a l'entresol), però avui aquests dos nivells han estat units i convertits en portals d'estranya proporció. Els dos portals dels extrems de la façana es presenten emmarcats per un parament de carreus encoixinats i en punta de diamant que serveix de basament als dos cossos que emmarquen l'edifici per mitjà de dues parelles de grans pilastres que abracen cadascun dels pisos fins a l'àtic. Ambdós cossos venen ressaltats per la presència, al nivell del principal, de dues tribunes de gran plasticitat, amb un treball escultòric molt acurat en llurs permòdols, baranes arrodonides de pedra, columnes de tancament i entaulament. Per la seva banda, les pilastres que emmarquen el portal principal de planta baixa serveixen de basament al balcó corregut que comprèn, amb llur barana de balustres petris, els tres balcons centrals. La resta de balcons de la planta principal i primera són simples i amb balustres petris, en forma de balcó ampitador i en voladís. La planta segona, en canvi, presenta les cinc obertures unides per mitjà d'un balcó corregut amb barana de fosa.
L'àtic que remata l'edifici mediatitza la visió de la façana, ja que els seus balcons ampitadors, sostinguts sobre permòdols arrodonits, es presenten intercalats amb amplis pilars profusament decorats. Aquesta decoració consisteix en relleus de pedra en forma de garlandes de llorer i, sobretot, en quatre relleus de terra cuita, obra de Pere Carbonell, representant al·legories de la Música, la Indústria, l'Arquitectura i el Comerç dins de medallons emmarcats amb palmetes. La cornisa correguda sobre l'àtic confereix horitzontalitat a la façana, i és rematada per una balustrada coronada per hídries.
El vestíbul és un espai rectangular on s'hi troba l'arrencada de l'escala de veïns i una escala de servei que antigament menava a l'entresol. Aquest vestíbul presenta un terra de pedra i arrimadors de marbre de color crema que contrasten amb el revestiment en forma de carreus a les parets. El sostre consisteix en un enteixinat cassetonat fet de guix. Una reixa de ferro forjat de color coure i amb aplics florals de fosa daurada separa el vestíbul del celobert, que actua com els antics patis centrals de les cases tradicionals barcelonines. Les crugies que envolten aquest celobert acullen la galeria que mena vers l'escala de veïns i, sobretot, l'escala noble en tres trams que mena vers el pis principal. L'escala, feta de marbre blanc, destaca per la seva barana, feta de llautó daurat en forma de volutes d'acant i culminada per un interessant llum, també de llautó daurat, sobre un pedestal de marbre blanc. A més, l'espai és il·luminat per naturalment a través d'una claraboia de ferro i vidre a l'alçada del principal. Aquest celobert destaca per la riquesa dels seus revestiments, especialment de les dobles columnes de marbre crema que envolten el seu perímetre en una elegant galeria d'arcs. Aquesta galeria, correguda pels quatre costats del pati converteix l'espai central del pis principal en un espai transparent i diàfan tancat per mitjà de vidres esmerilats amb decoracions vegetals. El pis principal conserva els terres de mosaic, les fusteries, els sostres motllurats i pintats i els enteixinats de fusta originals.

## Galeria d'imatges

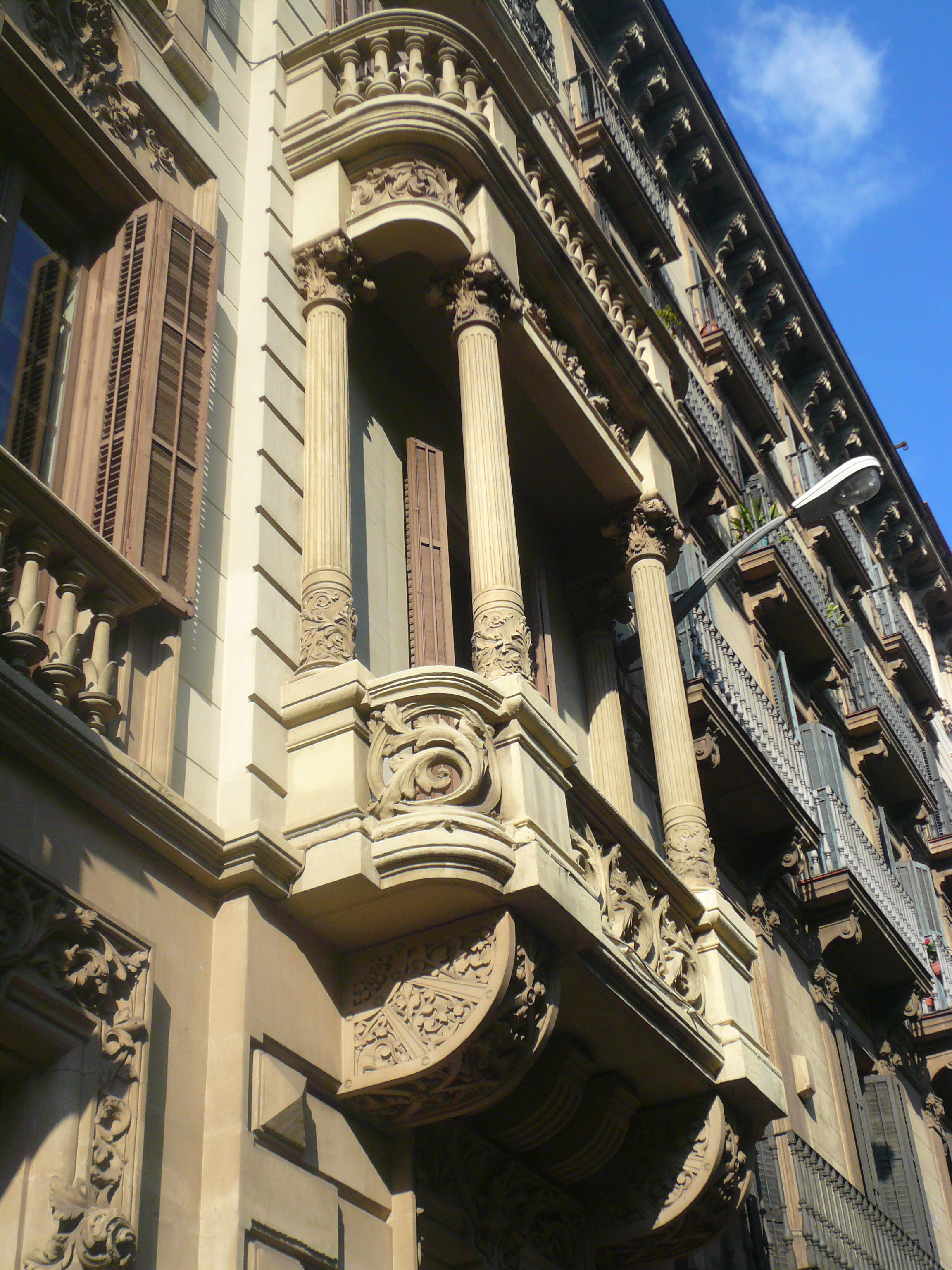
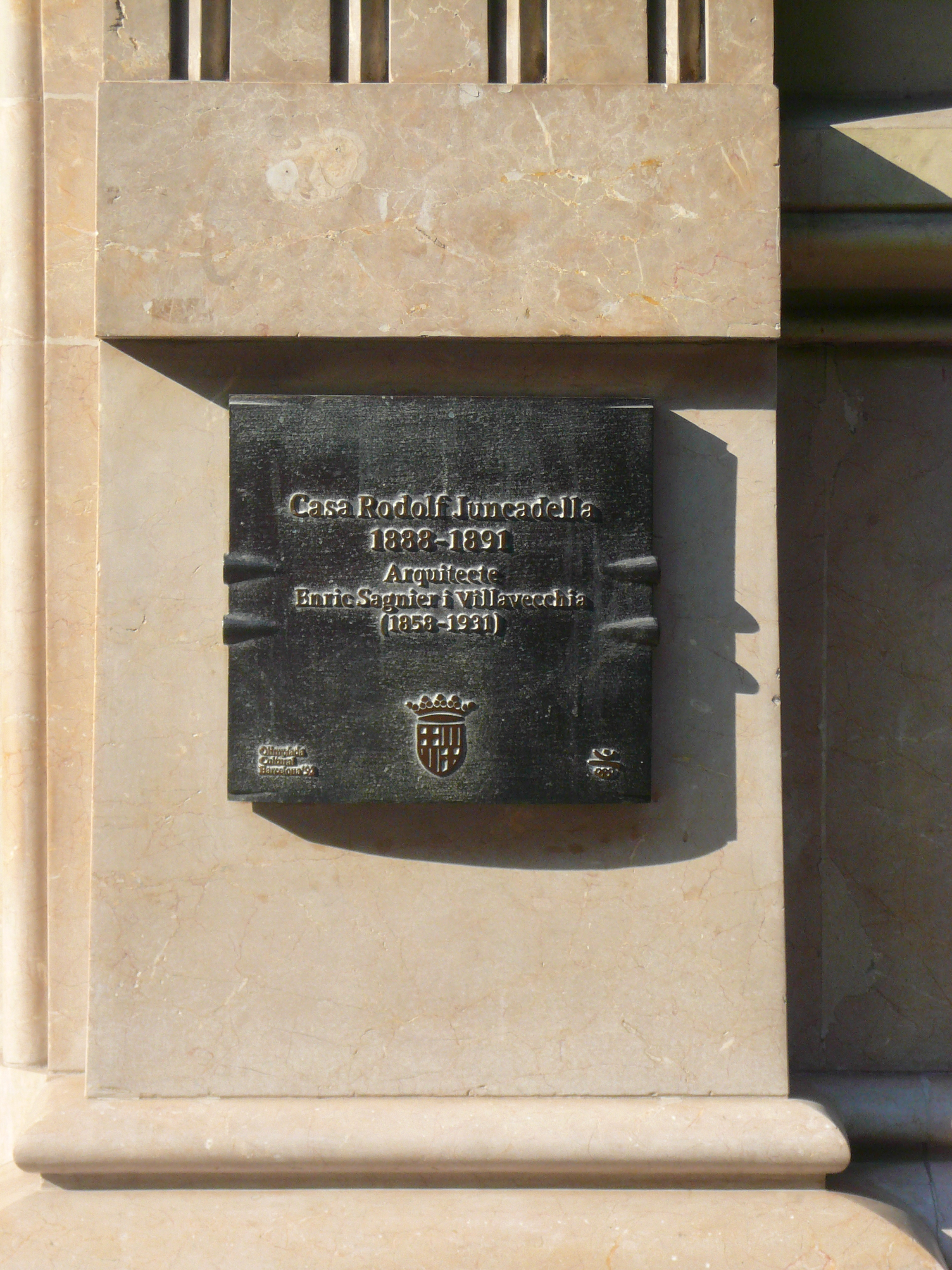
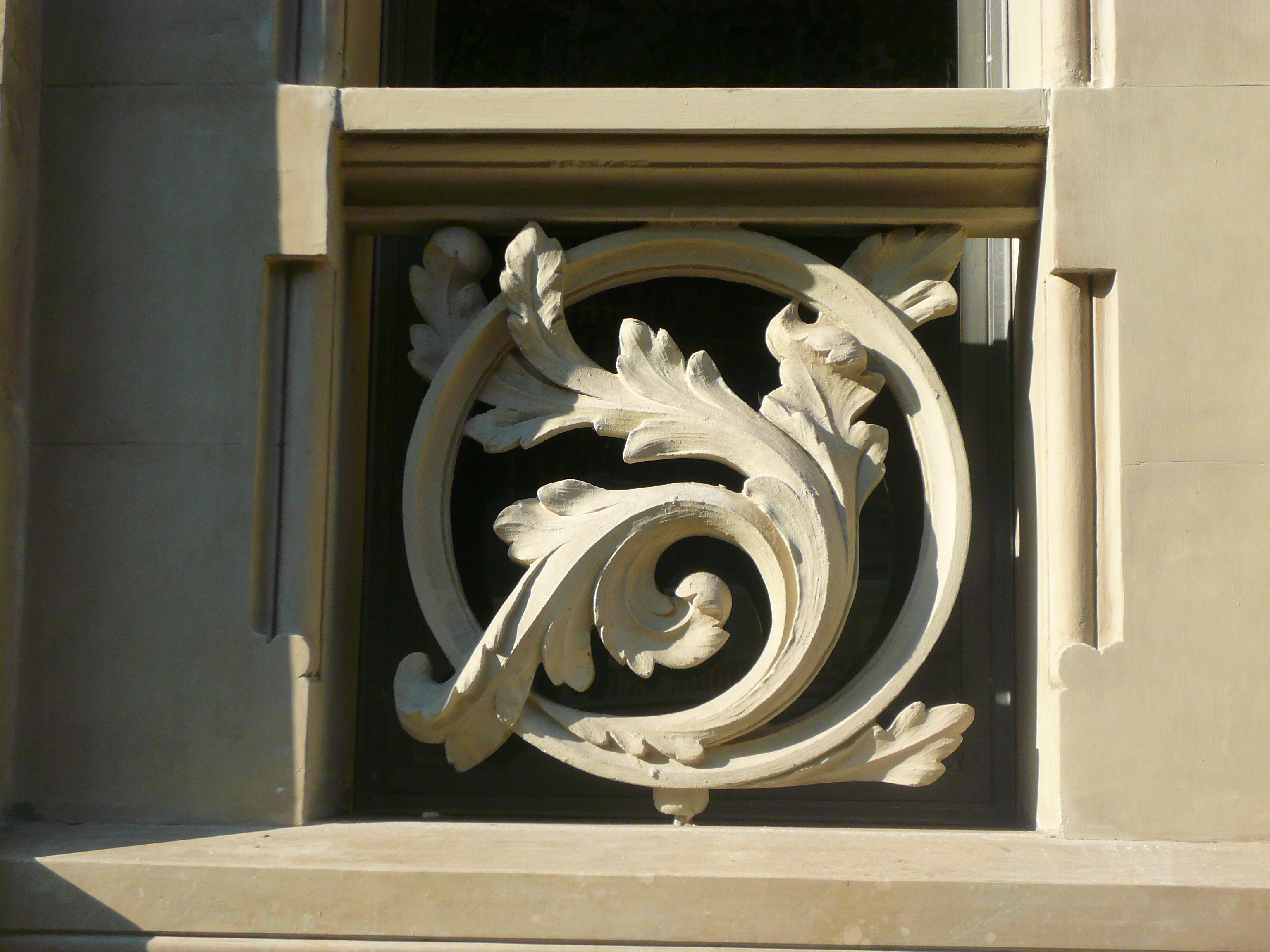
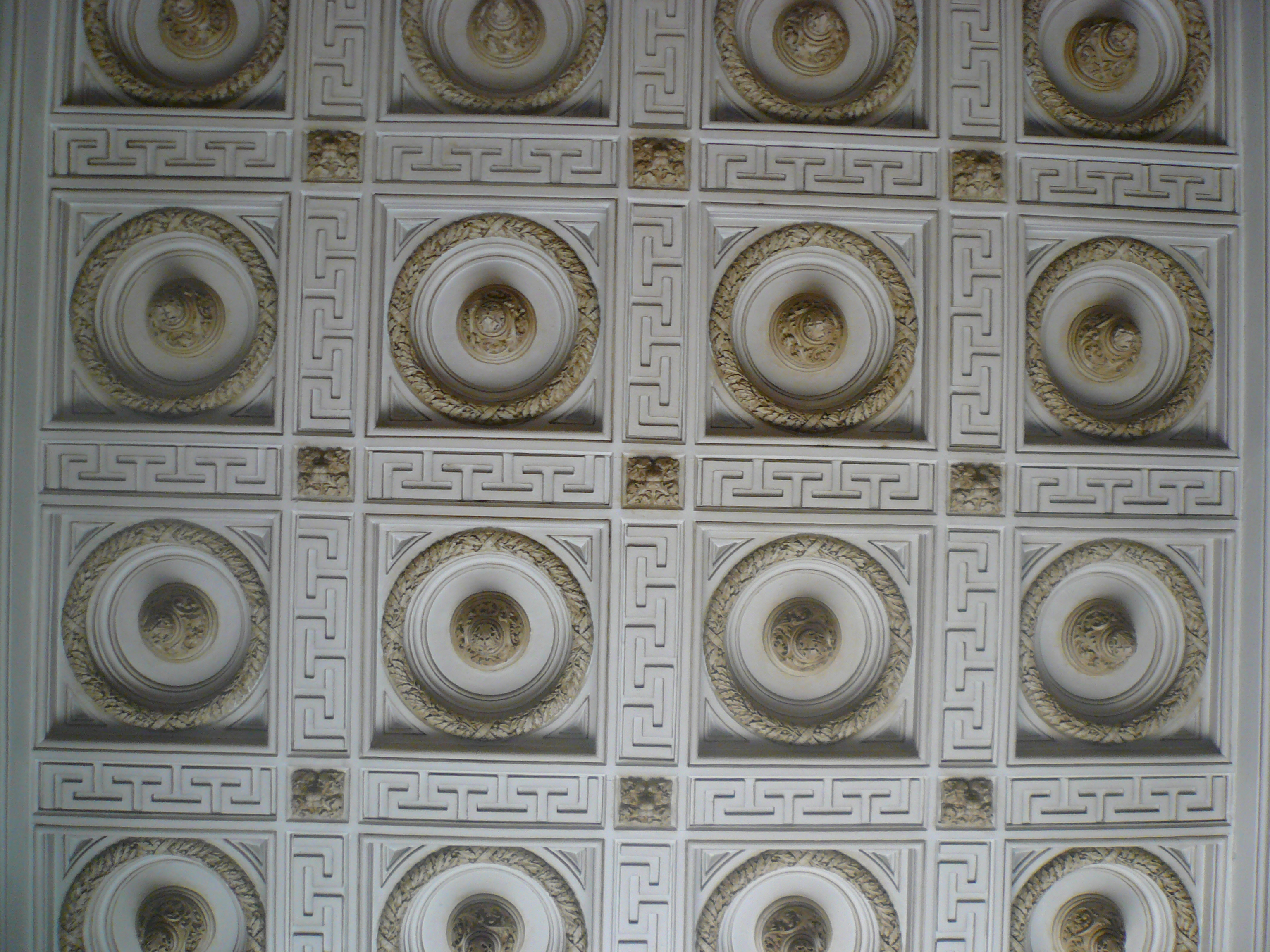
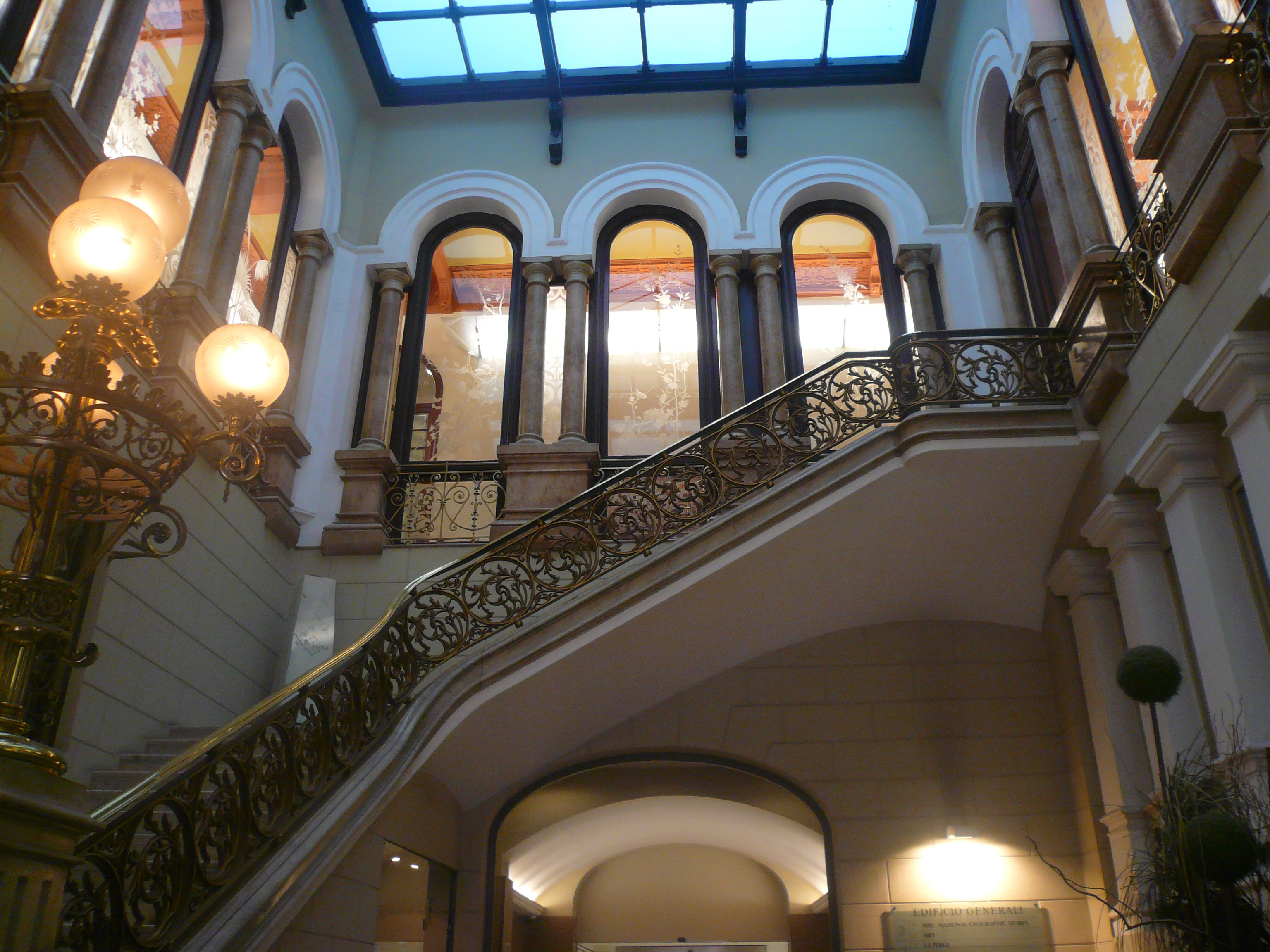
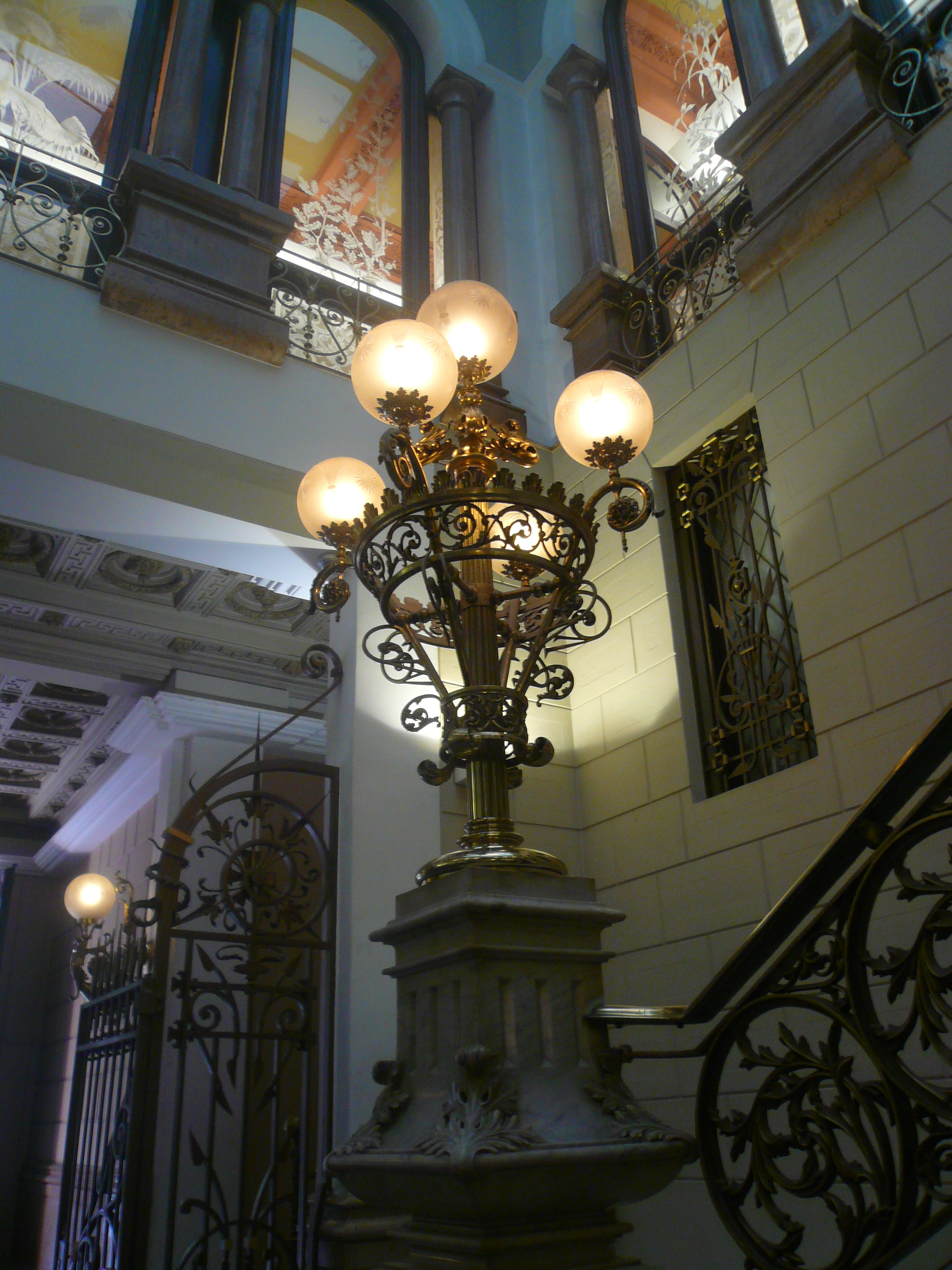
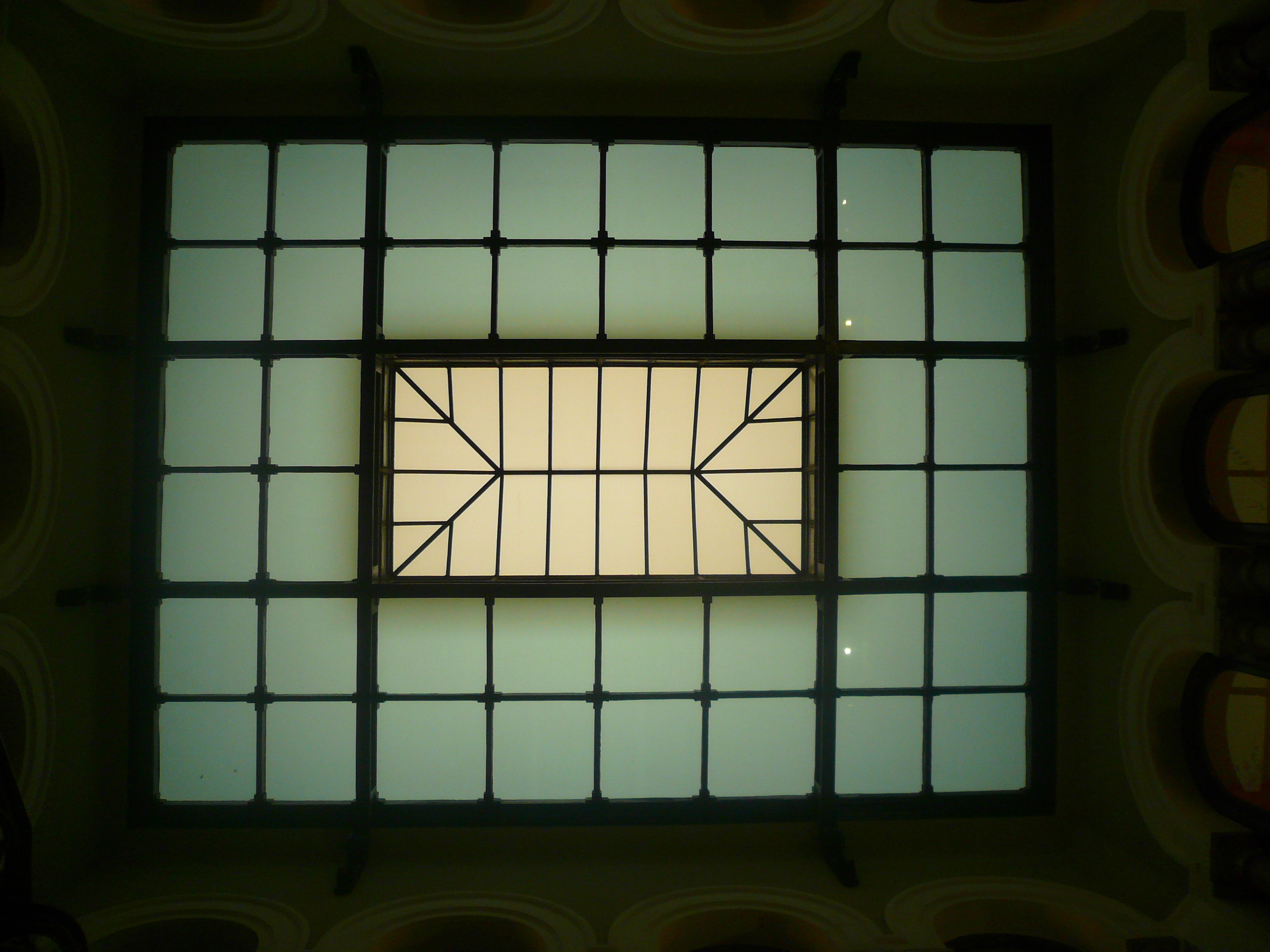